# Didier Courrèges
Pour les articles homonymes, voir Courrèges.
Didier Jean Henri Courrèges, né le 15 juin 1960 à Évreux, est un cavalier français, ancien cavalier de concours complet d'équitation (CCE) de haut niveau et membre du Cadre noir des instructeurs de l'École nationale d'équitation de Saumur.
Didier Courrèges mesure 1,71 m pour 65 kg. Chevalier de la Légion d'honneur, il est militaire de l'Armée de terre, avec le grade de major.
Second par équipe aux Jeux équestres mondiaux (championnat du monde) de Jerez de la Frontera en 2002, il a été champion olympique par équipe aux jeux Olympiques d'Athènes en 2004 avec son cheval Débat d'Estruval-Mili. Après cette victoire, il décide d'arrêter la compétition en concours complet pour se consacrer au saut d'obstacles, puis Débat d'Estruval-Mili part à la retraite.